# Václav Jan Křtitel Tomášek

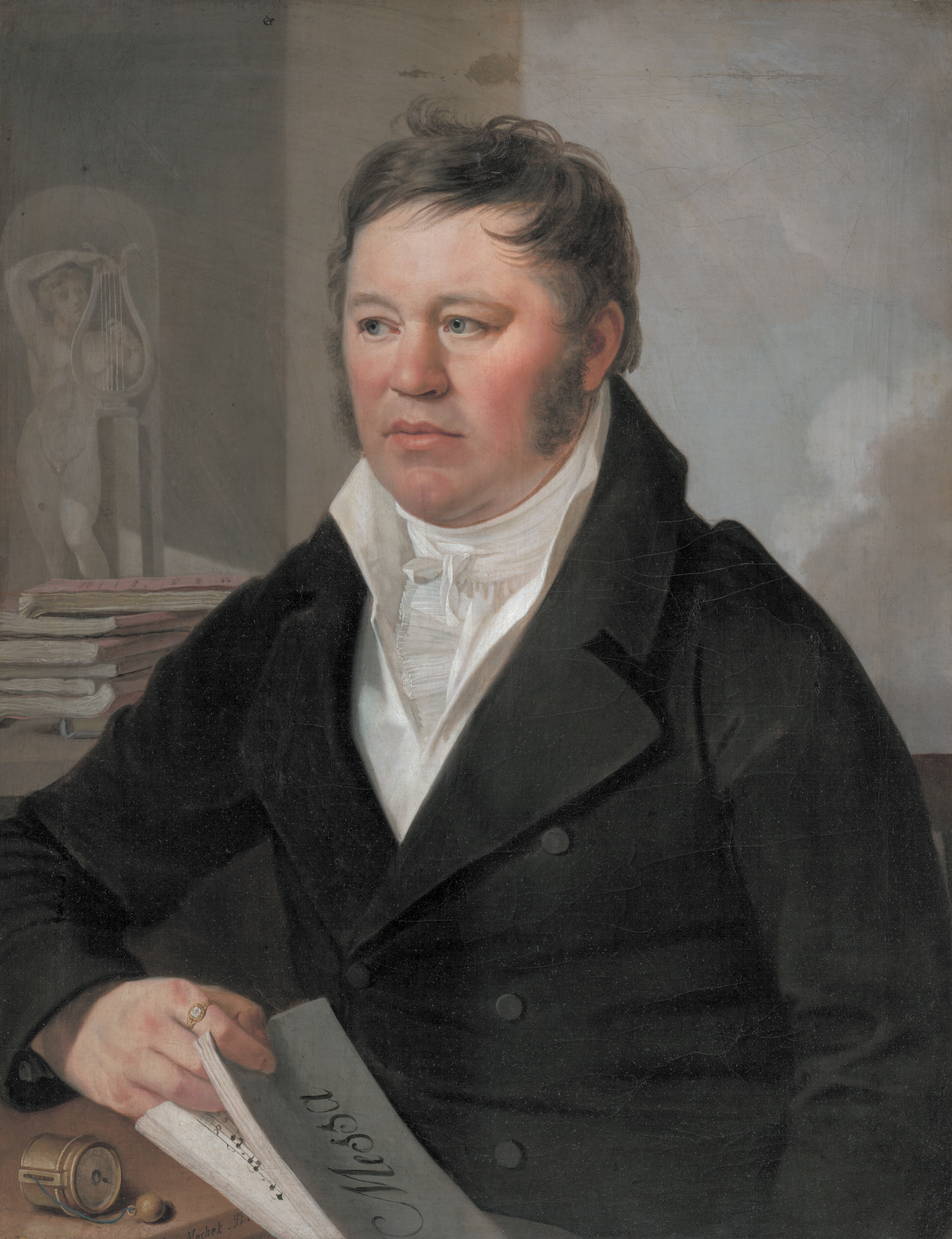
Václav Jan Křtitel Tomášek

Václav Jan Křtitel Tomášek (ur. 17 kwietnia 1774 w Skuteču, zm. 8 kwietnia 1850 w Pradze) – czeski kompozytor i pedagog muzyczny.

## Życiorys
Urodził się jako najmłodszy z trzynaściorga dzieci Jakuba Tomáška, handlarza tkanin i muzyka-amatora. Od 1783 uczył się gry na skrzypcach, a później też śpiewu. Jego nauczycielem muzyki był Pavel Josef Wolf, organista w Chrudimiu. W roku 1787 Tomášek został chórzystą w kościele minorytów w Igławie (dysponował altem chłopięcym). Od 1790 kształcił się w gimnazjum w Pradze, brał udział w życiu muzycznym i studiował traktaty teorii muzyki, udzielał lekcji muzyki. W latach 1794–1799 studiował też m.in. nauki prawnicze na Uniwersytecie Karola w Pradze. Od 1806 działał jako nadworny kompozytor i pedagog w różnych rezydencjach hrabiego Buquoy. Podróżował m.in. do Wiednia, spotykał się z Haydnem i Beethovenem. Pochowany na cmentarzu Małostrańskim w Pradze.
Był kompozytorem klasycystycznym – swój ideał muzyczny upatrywał w dziełach Mozarta. Jako erudyta i wybitny pedagog zwany był „muzycznym papieżem Pragi”. Napisał 3 symfonie, 2 koncerty na fortepian z orkiestrą, 1 operę, a także wiele utworów kameralnych (sonaty, kwartety). Tworzył też pieśni do tekstów czeskich i niemieckich oraz muzykę religijną (Requiem, Missa solemnis).